# Rome Kanda
Rome Kanda (神田 瀧夢, Kanda Romu), né le 26 juin 1965, est un acteur japonais qui vit et travaille à Los Angeles.

## Biographie
Né à Kishiwada dans la préfecture d'Osaka, Kanda commence sa carrière d'acteur dans le film nippo-américain Tokyo Pop (en) de Fran Rubel Kuzui en 1987. Il part aux États-Unis en 1999 et apparaît dans la série Ned ou Comment survivre aux études dans le rôle d'un samouraï et est de nos jours surtout connu pour son rôle de présentateur de l'émission Majide dans la téléréalité J'ai survécu à un jeu télévisé japonais (en) en 2008 et 2009 et adopte le pseudonyme de Kei Kato lors de la diffusion du programme TV japonais Kinniku Banzuke (en) sur la chaîne américaine G4.
Il apparaît également dans Late Night with Conan O'Brien, Saturday Night Live et dans une publicité pour l'équipe de baseball des Mets de New York en tant que cuisinier de sushis. Il joue dans le film de Takeshi Kitano, Sonatine, mélodie mortelle. Son plus récent rôle au cinéma est celui de président d'un conglomérat dans The Informant! de 2009 réalisé par Steven Soderbergh.
Il est récemment apparu dans des publicités pour les sodas Sun Drop (en) où il joue un sommelier en soda nommé le « maître du goût ».
Kanda est familier avec plusieurs arts du spectacle et arts martiaux traditionnels japonais tels que le buyō, le karaté, le kendō, l'iaidō, qu'il enseigne tout en continuant d'apparaître dans des comedy club à Hollywood.
Kanda est choisi pour devenir l'un des présentateurs de la conférence TED de Tokyo qui a lieu le 15 mai 2010.

## Filmographie partielle

### Au cinéma
- 2007 : Brooklyn Rules de Michael Corrente :

### Dans les jeux vidéos
- 2020 : Cyberpunk 2077 : Goro Takemura